# Oddo Bernacchia
Oddo Bernacchia (Fano, 14 marzo 1880 – Termoli, 13 novembre 1964) è stato un vescovo cattolico italiano.

## Biografia
Oddo Bernacchia fu ordinato sacerdote il 19 settembre 1902. Divenne direttore spirituale del seminario di Fano.
Il 1º ottobre 1924 papa Pio XI lo nominò vescovo di Larino. Fu consacrato il 5 ottobre dello stesso anno dal Giustino Sanchini, vescovo di Fano, co-consacranti Luigi Ferri, vescovo di Montalto, e Geremia Pascucci, vescovo di Trivento. Il 28 ottobre dello stesso anno papa Pio XI gli affidò anche la diocesi di Termoli, sede unita a Larino in persona episcopi. La nomina alla sede di Termoli di un vescovo che già reggeva la sede di Larino suscitò in alcuni cittadini e nel sindaco un sentimento di ostilità, nel timore che la diocesi di Termoli potesse essere soppressa. Vi furono appelli e ricorsi alla Santa Sede per la revoca della nomina, che resero il clima inadatto all'insediamento del nuovo vescovo, che poté avvenire solo l'8 dicembre 1925.
Tuttavia, mons. Bernacchia seppe meritarsi la stima del clero termolese. Nel 1936 il vicario generale della diocesi indirizzava allo stesso Pio XI una supplica perché nominasse mons. Bernacchia assistente al Soglio Pontificio, allegando fra i motivi di distinzione le frequenti visite pastorali, l'impegno per stabilire nelle parrocchie le sedi di Azione Cattolica, la cura del Congresso eucaristico diocesano di Larino e di un analogo Congresso eucaristico in preparazione a Termoli, il restauro della cattedrale termolese, la sistemazione del seminario di Termoli in un convento francescano, i progetti per il nuovo seminario di Larino, i lavori di miglioria nei palazzi vescovili di Termoli e di Larino.
Governò fino al 10 dicembre 1960 la diocesi di Larino, mentre fu costretto a lasciare, per ragioni di salute, quella di Termoli il 19 marzo 1962. Fu quindi nominato vescovo titolare di Sebela.
Morì nel 1964 e venne sepolto nella cattedrale di Termoli.

## Riconoscimenti
Nella città di Termoli gli è stata intitolata una scuola.

## Genealogia episcopale
La genealogia episcopale è:
- Cardinale Scipione Rebiba
- Cardinale Giulio Antonio Santori
- Cardinale Girolamo Bernerio, O.P.
- Arcivescovo Galeazzo Sanvitale
- Cardinale Ludovico Ludovisi
- Cardinale Luigi Caetani
- Cardinale Ulderico Carpegna
- Cardinale Paluzzo Paluzzi Altieri degli Albertoni
- Papa Benedetto XIII
- Papa Benedetto XIV
- Cardinale Enrico Enriquez
- Arcivescovo Manuel Quintano Bonifaz
- Cardinale Buenaventura Córdoba Espinosa de la Cerda
- Cardinale Giuseppe Maria Doria Pamphilj
- Papa Pio VIII
- Papa Pio IX
- Cardinale Alessandro Franchi
- Cardinale Giovanni Simeoni
- Cardinale Domenico Svampa
- Vescovo Vincenzo Scozzoli
- Vescovo Giustino Sanchini
- Vescovo Oddo Bernacchia